# Старков, Эдуард Сергеевич
Эдуа́рд Серге́евич «Рэтд» (другой вариант написания псевдонима — Рэдт) Старко́в (8 июля 1969, Калевала, Карельская АССР, СССР — 23 февраля 1997, Санкт-Петербург, Россия) — русский рок-музыкант. Прежде всего известен как лидер и вокалист петербургской андеграундной группы «Химера». Также, стоял у истоков группы «Последние танки в Париже», в которой также играл на разных инструментах. Также был участником групп «Депутат Балтики», «Крокоплюх», «Стенабит», проектов «Egazeba», «Awdogesa» и других, существовавших вокруг сцены клуба «Tamtam».

## Биография

### Детство. Карелия
Эдуард Старков родился 8 июля 1969 года в посёлке Калевала, Республика Карелия, расположенном на берегу озера Среднее Куйто, в семье военного. Отец — Старков Сергей Михайлович, имел воинское звание майора. Мать — Римма Дмитриевна Старкова. Младший брат — Михаил Сергеевич Старков. В Калевале провёл свои детские годы. В связи со службой отца семья много раз меняла место жительства, переезжая из Карелии в Мурманскую область и обратно. Жили в населённых пунктах Никель, Реболы, Суоярви, Алакуртти. Позже «северные» мотивы отразятся в таких песнях Старкова, как «Калевала», «Скандинавец», «Телохранитель Луны», «Старый финский разведчик» и др.
У меня было счастливое детство. Я жил на берегу озера, которое называется Куйто. Это три озера. Я жил на Среднем Куйто. Было ещё Нижнее Куйто. Я бывал и в Нижнем Куйто, и в Верхнем Куйто. Из озера Куйто вытекает река Кемь. Знаете такой населённый пункт — Кемь? «К едрёной матери» переводится. Ну вот… Туда Пётр I ссылал всяких дурачков… и умников. Ну в общем, вот в тех районах я и родился. И вырос. Потом уехал ещё севернее, пожил немного на границе с Норвегией, где раньше викинги жили. Потом обратно поехал туда, где родился, там пожил опять, а потом уже приехал туда, где шведы жили… Там дальше стал жить. Где, короче, не только шведы жили, ну в общем, какая разница… Ребята жили всякие, вот. Поэтому такая и музыка.Эдуард Старков

### Выборг
Годы юности провёл в городе Выборг Ленинградской области, куда семья переехала из Калевалы в 1982 году. Музыкой начал заниматься ещё до переезда, с третьего класса: учился в музыкальной школе по классу баяна, играл на гитаре. После окончания школы, поступил и окончил 42-ю мореходную школу ВМФ в Кронштадте, затем проходил практику во Владивостоке. Не окончив практику был призван в армию. Службу проходил в Петрозаводске, в погранвойсках, где написал основную часть своих ранних акустических песен, некоторые из которых вошли впоследствии в репертуар его группы. После демобилизации вернулся в Выборг, где некоторое время работал кочегаром в местном ПОГАТ, о чём недвусмысленно свидетельствуют написанные в тот период песни «Сны кочегара», «Любовь кочегара» и «Ферапонт».

### Петербург. ЛЭТИ, «Там-Там» и «Химера»
Перебравшись из Выборга в Ленинград, вместе с Геннадием Бачинским, которому очень понравились песни Старкова, и другими участниками студенческой группы «Крокоплюх», после ухода из неё солиста Плюхи, осенью 1990 года Эдуард, в качестве вокалиста, ритм-гитариста и автора песен, организовывает группу с названием «Депутат Балтики», все участники которой, кроме него самого, были студентами ЛЭТИ. Общежитие университета становится репетиционной точкой группы, а первое выступление состоялось в декабре 1990 года в ленинградском рок-клубе. Группа выступает в различных ДК города и записывает несколько альбомов. В октябре 1991 года происходит первое выступление группы в только что открытом Всеволодом Гаккелем первом в России альтернативном музыкальном клубе «Там-Там», очень скоро ставшим культовым местом в жизни петербургского музыкального андеграунда. Первые концерты в «Там-Таме» формируют аудиторию группы и производят настолько сильное впечатление на Гаккеля и посетителей клуба, что Рэтд, как его называют друзья, со своей командой сразу же занимают прочное место в первой когорте там-тамовской рок-генерации. Группа заметно выделяется необычной, часто сюрреалистической образностью песен, харизматичностью лидера, а также наличием среди инструментов виолончели.
В конце 1991 года гитарист Геннадий Бачинский берёт на себя функции менеджера, и уже в скором времени коллектив, не меняя состава и основной творческой идеи, переименовывается в группу «Химера», войдя впоследствии именно под этим названием в историю российской альтернативной андеграундной музыки как одна из самых необычных, авангардных и недооценённых широким кругом слушателей групп, как лучшая группа «Там-Тама».
Сейчас я уже не помню точно, но примерно в это время, когда еще играл Гена Бачинский и они еще назывались «Депутатом Балтики», очередной концерт Эдик начал с того, что при свете тусклой лампочки, почти в полной темноте, поджарил на плитке яичницу, угостил ею дружков, сидящих на полу перед сценой, затем вылил на голову пузырек шампуня и, тщательно намылив всю голову и лицо, сделал себе из пены ирокеза. Когда он взял в руки гитару и запел, пена постепенно начала опадать и на белой маске стали проявляться глаза, а ирокез устало опустился на лоб. Это имело такой зрительный психоделический эффект, которого невозможно достичь никакой компьютерной мультипликацией. Концерт завершился тем, что прямо на сцене он вылил на голову ведро воды, вымылся по пояс, собрал свою гитару и трубы, и улыбнувшись своей детской улыбкой, немного стесняясь, ушел домой. Я настолько стушевался, что даже побоялся подойти к нему, чтобы выразить своё не знаю что, то ли восторг, то ли испуг. В этом человеке я увидел такую силу, которая меня притягивала и пугала одновременно. Нет, не испуг. Сила была абсолютно позитивна, скорее состояние, когда захватывает дух. Безусловно, я становился преданным фаном этой группы.Всеволод Гаккель

Эдуард Старков во время выступления группы «Химера»

Название для группы, по воспоминаниям участников, Старков придумал сам. Коллектив продолжает успешно давать концерты в «родном» «Там-таме». В 1992 году кардинальнейшим образом меняется звучание: оставшаяся единственной в группе гитара Старкова, благодаря эффекту «дисторшн» и незаурядным способностям Эдуарда по части звукоизвлечения, звучит теперь совершенно иначе. Звук коллектива утяжелился, стал более драйвовым, динамичным, с более жёсткой ритм-секцией. При всём этом продолжает использоваться виолончель, что придаёт группе даже чисто внешне особую оригинальность; в некоторых европейских клубах стиль «Химеры» даже определяют как «cello-punk», то есть «виолончельный панк». Сам Старков иногда в шутку называет стиль группы «заебит-кор». В целом же определить стиль «Химеры» довольно затруднительно по причине абсолютной её непохожести на что бы то ни было доселе существовавшее как в российской, так и в мировой музыкальной традиции. В этом же году Эдуард сильно меняет свой сценический образ; теперь коротко остриженного, с головы до ног покрытого причудливыми татуировками человека в кузнечном фартуке, босиком стоящего у микрофона, сложно с кем-то перепутать. Помимо электрогитары, Старков также использует в выступлениях медный горн, часто играя на гитаре и горне одновременно, что само по себе является непростым приёмом звукоизвлечения.
Как и прежде, все песни продолжает писать Эдуард. Их текстовая часть насыщена оригинальной и яркой поэзией, всевозможными образами, от загадочно-таинственных и причудливо-гротескных, местами рождающих некоторое ощущение абсурдизма и хаотичности, до вполне простых и понятных, иногда ожесточённых. Позже Алексей Никонов сравнивал тексты Старкова с поэзией таких авторов, как Велимир Хлебников, Алексей Кручёных и Даниил Хармс. Сам Эдуард утверждал, что находился под влиянием творчества Елены Блаватской и Филипа Дика, о чьём романе «Убик» он был очень высокого мнения. Настроение композиций варьируется от трагического («Последний житель земли», «Фикусы», «Так закалялась сталь») до шуточного («Марсианка», «Клоп», «Старый финский разведчик»); в одних (таких как «Химера», «Галлюцинат», «ZUDWA», «Льды», «Футурия», «Рыбий глаз») можно услышать эзотерико-мистическое содержание, в других звучат аутентично-русские мотивы («Телохранитель Луны», «Зайцы», «Ай-лю-ли», «Вороны», «Рукоятка»), в третьих — нигилизм («Нуихули», «Бред», «От винта!»). Также затрагивается тема религии («Второе Пришествие», «Я шёл по бескрайней пустыне», «Двадцать лет», «Смерть-Ртуть») и отчуждения («Пётр», «Зима»). Некоторые песни недвусмысленно затрагивают тему самоубийства.
Тексты у нас про жизнь, про любовь, про ненависть и про зло. Про добро и про всё. Ну а вообще, про жизнь тексты. Ну, конечно, можно про них сказать, что они такие, слегка такие  эзотерические, может быть даже не слегка - с таким уклоном в эзотерику тексты.Эдуард Старков
Основную концертную деятельность группа ведёт в Санкт-Петербурге, выступая в различных клубах и других местах, лишь изредка принимая участие в музыкальных фестивалях, таких как «Extremist Festival» или «Учитесь плавать. Урок второй». Также «Химера» концертирует в Европе, дважды выезжая в туры по городам Германии, Швейцарии и других стран.
Весь период существования группы Эдуард Старков живёт в Петербурге, а также в Выборге, не имея постоянного места жительства. Какое-то время он с женой Тосей живёт прямо в клубе «Там-Там», в одном из его помещений Последнее время Старков жил в крайне тяжёлых условиях в здании бывшего НИИ Киноаппаратуры на пр. Бакунина, где находилась арендованная репетиционная точка «Химеры». Постоянной работы Эдуард также не имел, однако известно, что какое-то время (около года) он работал дворником на Петроградской стороне, живя с женой в служебной квартире на ул. Подковырова в районе Малого проспекта. Летом 1996 года в Выборге, совместно с Алексеем Никоновым и двумя другими местными музыкантами Старков создаёт группу «ПТВП», в которой играет на барабанах; в составе этого коллектива музыкант успевает записать одно демо под названием «Olkaa Hyva». Параллельно участию в группах «Химера» и «ПТВП» Эдуард играет на гитаре и гуслях в фолковом ансамбле «Сказы Леса».

### Смерть

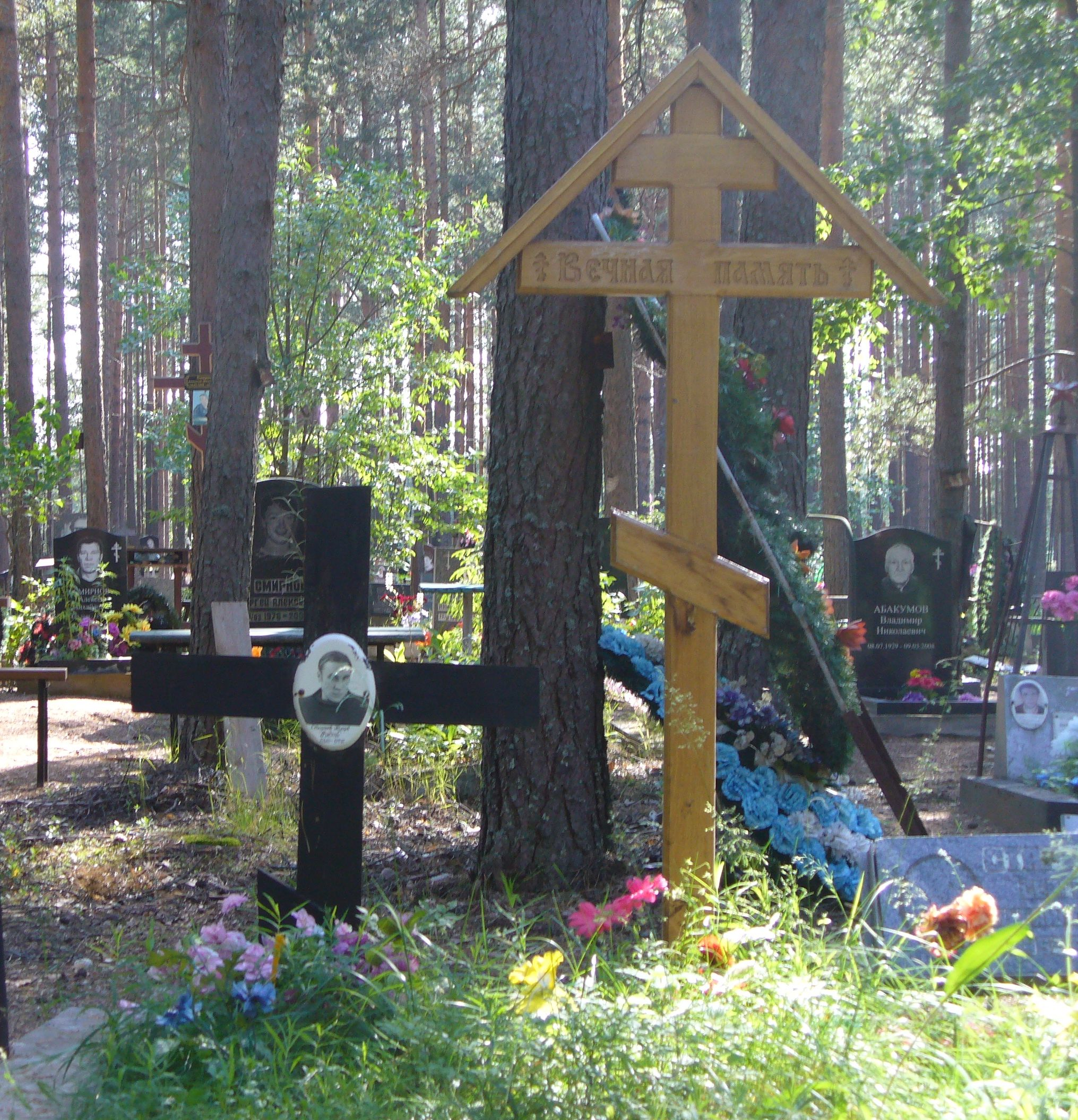
Могила Эдуарда Старкова на Верхне-Черкасовском кладбище. Июнь 2011 г.

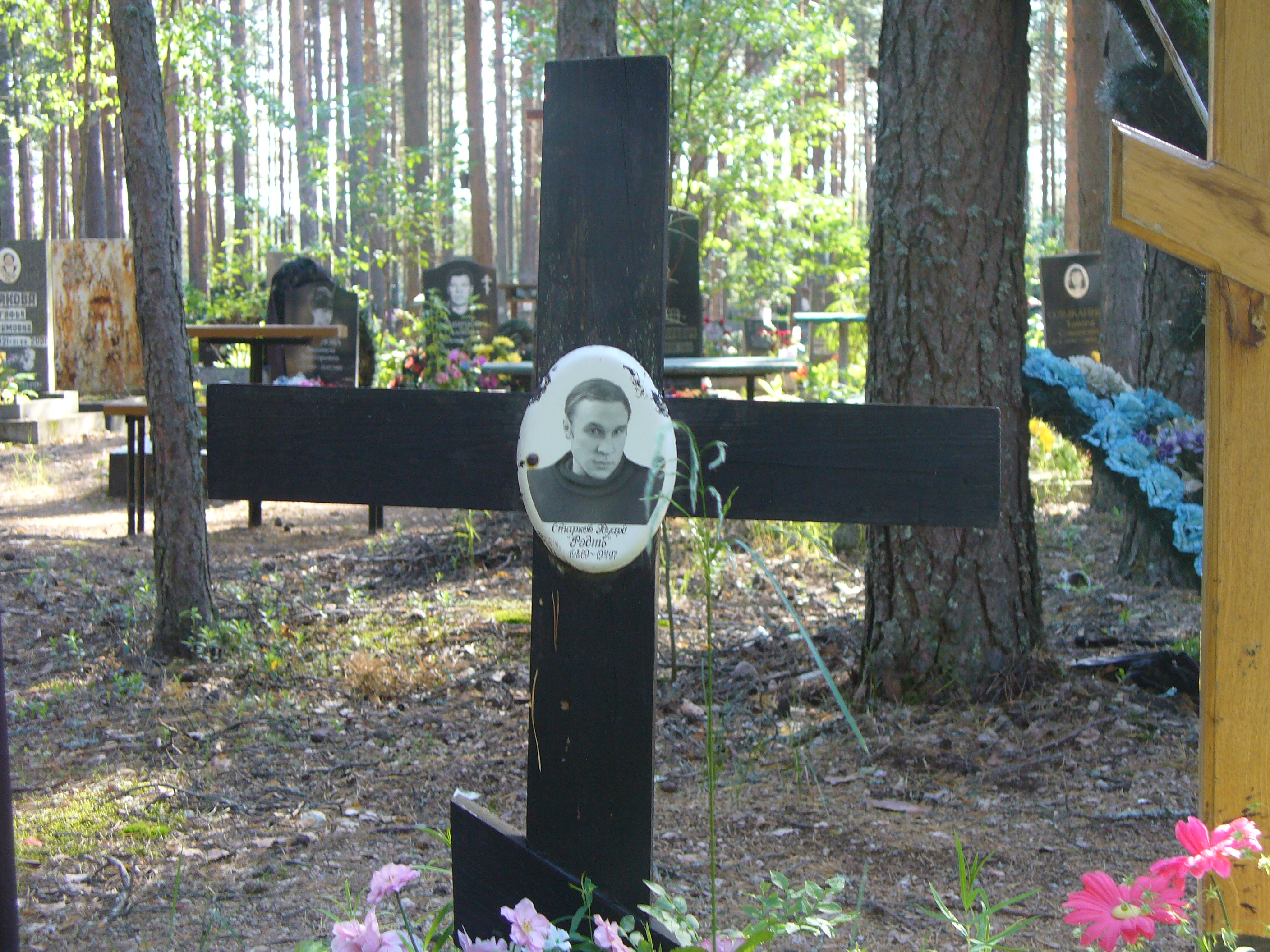
Крест на могиле Эдуарда Старкова

23 февраля 1997 года при невыясненных обстоятельствах Старков покончил жизнь самоубийством. Тело было обнаружено Всеволодом Гаккелем десять дней спустя, повешенным на чердаке дома на пр. Бакунина. По поводу того, что толкнуло Старкова на этот поступок, высказываются разные мнения: от наркозависимости, затянувшейся депрессии и крайней материальной нужды и бытовой неустроенности до причин метафизического порядка.
Завершённость, намеренность, если хотите — политичность творческой жизни Рэдта испугает любого, даже самого далёкого от мистики человека. Тексты песен, теперь это ясно, подразумевают гораздо большее, чем это кажется поначалу, рисуя картину не только «реальности», но и того, что ещё должно произойти <…> Военное положение, в котором Рэдт прожил жизнь, приговор всем этим омещаненным и мелким людишкам, оккупировавшим реальность <…> Мобилизуя все силы, он сжигал жизнь (видевшие его концерты понимают меня — ощущение чего-то по-настоящему важного), заряжая небывалой, сокрушительно мощной энергией всё вокруг (странным образом после смерти эта энергия только увеличивается). Предсмертные отчёты пугают своей однозначной ясностью, давая нам загадочные рецепты выхода из ситуации; мне, к примеру, в «Воде-огонь» видятся конкретно очерченные рубежи поиска союзников и почти теологическое оправдание существования.— Алексей Никонов

Новый памятник Рэдту на могиле Старковых, Верхне-Черкасовское кладбище, июль 2020 г.

Несмотря на то, что в некоторых написанных Старковым песнях явственно ощущались суицидальные мотивы, а однажды в интервью говорил, что хотел бы повеситься прямо на сцене в завершение концерта, известие о его самоубийстве стало неожиданностью для всех, кто его знал. Последний концерт «Химеры» состоялся всего за неделю до смерти Старкова 15 февраля в клубе «Молоко», следующий был назначен на 8 марта. Участники группы вспоминают, что когда наконец было замечено длительное отсутствие Старкова, никто не мог предположить, что его уже нет в живых.
Со смертью своего лидера прекратила существование и группа «Химера». Эдуард Старков был похоронен рядом с могилой отца на Верхне-Черкасовском кладбище города Выборга.

## Личная жизнь

Памятник на могиле семьи Старковых, Верхне-Черкасовское кладбище, июль 2020 г.

Эдуард Старков был женат (об узаконенных отношениях неизвестно) на Светлане Лилло (она же Тося). Детей у него не было.
В одном из интервью Старков признавался, что вообще не употребляет мяса и не пьет водку.